# Theodor Wagner
Theodor "Turl" Wagner (6. srpna 1927, Vídeň – 21. ledna 2020, Vídeň) byl rakouský fotbalista, útočník. S rakouskou reprezentací získal bronzovou medaili na mistrovství světa v roce 1954. Nastoupil ve čtyřech utkáních tohoto turnaje a vstřelil tři branky, a to v jediném zápase, v divoké čtvrtfinálové přestřelce s domácím Švýcarskem, jež skončila rakouským vítězstvím 7:5 (dosud rekord v počtu branek na MS). Zúčastnil se též olympijských her v roce 1948, kde Rakušané vypadli v 1. kole, ale na turnaji do hry nezasáhl. Za národní tým nastupoval v letech 1946–1957 a odehrál za něj 46 utkání, v nichž vstřelil 22 branek. Na klubové úrovní hrál za Admiru Vídeň (1946–1958), SVS Linec (1958–1963) a FC Wacker Innsbruck (1963–1964). Během působení v Innsbrucku ho jednu sezónu i trénoval (1962–1963). S Admirou se stal v roce 1947 mistrem Rakouska, ve stejném roce s ní získal i rakouský pohár. Po roce 1964 si otevřel obchod s obuví na Meidlinger Hauptstrasse ve Vídni, kde pracoval až do roku 1998.